# Wojny rzymsko-sasanidzkie
Wojny rzymsko-sasanidzkie – seria wojen między cesarstwem rzymskim (od 395 – wschodniorzymskim) i Imperium Sasanidów (państwem nowoperskim), trwających od III do VII wieku.

## Geneza
- Ze strony perskiej była to chęć odbudowy imperium w granicach z ery Achemenidów. Dla Rzymu oznaczałoby to oddanie praktycznie całej wschodniej połowy cesarstwa, bez prowincji Mezja, Achaja, Epir i Dalmacja. Był to plan maksymalny.
- Planem minimalnym określano zajęcie Syrii i Cylicji, by zdobyć dostęp do Morza Śródziemnego.
- Osią nieustannego sporu między oboma mocarstwami była kwestia Armenii i obsadzenia jej tronu przychylnymi sobie stronnikami.
- Celem Rzymu było natomiast dotarcie do Zatoki Perskiej i Morza Kaspijskiego, by na trwałe przyłączyć całą Mezopotamię z Armenią do swojego cesarstwa. Zrealizował to na krótko tylko Trajan. Po decyzji Hadriana o wycofaniu legionów za Eufrat, starano się utrzymać zwierzchność nad odtworzoną Armenią jako wasalem oraz istnienie górnej Mezopotamii jako prowincji rzymskiej.
- Każdy poprzednik i następca Trajana próbował dorównać legendzie Aleksandra Wielkiego i podbić całą Partię, z Iranem, po rzekę Indus.

## Przebieg

### Pierwsza wojna
W 224 roku n.e. król Persji Ardaszir V pod Hormizdeganem pokonał swojego zwierzchnika, Króla Królów Artabanausa IV, ostatniego z Arsakidów, i objął tron suzerena Iranu jako Ardaszir I. Partów zastąpiła dynastia Sasanidów. Na dworze w Ktezyfoncie skończył się filhellenizm, zapanował perski nacjonalizm i mazdaistyczny fanatyzm. Otoczeni przez zaratustranistyczny kler królowie sasanidzcy ideą swego panowania uczynili rozszerzenie swojego imperium kosztem Rzymu, aby dorównać osiągnięciom Achemenidów. Już w roku 230 zaatakowali oni kontrolowaną przez Rzym zachodnią Mezopotamię. Cesarz Aleksander Sewer podszedł pod Ktezyfon, gdzie poniósł klęskę. Ardaszir nie umiał jednak, czy też nie mógł wykorzystać zwycięstwa. Sukces przyszedł kilka lat później, gdy wykorzystali chaos w rzymskim cesarstwie i opanowali zachodnią Mezopotamię. W 243 r. Wielki Król Szapur I zajął Nisibis i Carrhae. Gordian III i prefekt pretoriański Tyneziteusz zadali wojskom Szapura klęskę pod Resaeną i wyparli je za granice Cesarstwa. W 244 roku nowy prefekt, Filip I Arab, zamordował Gordiana i ogłosił się cesarzem. Został pokonany przez Persów pod Misiche i musiał zapłacić kontrybucję, zrzec się pretensji do Armenii Wielkiej i nie popierać dążeń armeńskich Arsakidów do obalenia Sasanidów. Zachodnia Mezopotamia pozostała jednak przy Rzymianach.

### Druga wojna
Dwie dekady później, w roku 256, wojska Króla Królów Szapura I zdobyły Antiochię oraz leżącą nad Eufratem twierdzę Dura Europos, którą Rzymianie odebrali Partom w roku 165. Szapur najechał Armenię i osadził tam swojego syna, Hormizda. Cztery lata później pod Edessą do sasanidzkiej niewoli został wzięty, wraz z wieloma żołnierzami, rzymski cesarz Walerian. Na szczęście dla Rzymu marsz Sasanidów na zachód zatrzymały wojska króla Palmyry Odeantusa, cesarskiego wasala, które stały się jedynymi obrońcami wschodnich granic Rzymu. Odenatus zdobył nawet Ktezyfont i otrzymał od cesarza Galiena tytuł corrector Orientis. W 283 roku cesarz Karus wyruszył z wielką wyprawą na Iran, jakiej nie widziano od czasów wojny Karakalli z Partami. Wojska rzymskie zdobyły Ktezyfon, ale dowodzący kampanią cesarz Karus zginął w niewyjaśnionych okolicznościach we własnym obozie. W roku 284 zachodnia Mezopotamia pozostała przy Rzymianach, tymczasem Persowie podporządkowali sobie kaukaskie królestwo Iberii.

### Trzecia wojna
W roku 296 król Persji Narses wypędził z Armenii króla Tiridatesa V i zaatakował cesarstwo rzymskie. Pokonał legiony w okolicach Cahrrae. Cesarz Galeriusz (cezar Dioklecjana) przybył na Wschód i przeniósł działania do Armenii, gdzie trudniej powodziło się perskiej jeździe i legiony, którym walczyło się tam lepiej, mogły to wykorzystać. W dolinie Araksesu w centrum kraju wojska Persów zostały pobite a obóz perski wraz z rodziną królewską wpadł w ręce rzymskie. Galeriusz wtargnął do Mezopotamii i zajął Ktezyfon. Mimo zniszczenia sasanidzkiej armii cesarz Dioklecjan nie anektował podbitych ziem, gdyż z trudem utrzymywał porządek na dotychczasowym obszarze cesarstwa. Zmieniono tylko granicę w Mezopotamii na korzyść Rzymian.

### Czwarta wojna
W 359 r. Król Królów Szapur II zajął wiele miast w północno-zachodniej Mezopotamii. W roku 363 cesarz Julian Apostata, marzący być może o podboju Persji, wyprawił się na wojnę na wschód. Wdarł się daleko w głąb Mezopotamii, ale wyprawa nie potoczyła się najlepiej dla rzymskich wojsk. Wprawdzie doszły do Ktezyfontu, jednak nie zdołały go zdobyć. Julian Apostata wycofał się do Armenii. Stamtąd Persowie wciągnęli go w głąb Iranu i nękali wojną podjazdową. Cesarz zginął, a armia stanęła przed widmem całkowitej zagłady. Następca Juliana Apostaty, Jowian, uratował armię i uzyskał z Sasanidami trzydziestoletni pokój w zamian za oddanie większej części zachodniej Mezopotamii.

### Piąta wojna
W 383 r. cesarz Teodozjusz I bezskutecznie próbował odebrać Persom ich część Armenii. Po podziale rzymskiego imperium wojny trwały dalej.

### Szósta wojna
W 428 r. Wielki Król Bahram V anektował wschodnią Armenię, ok. 440 r. cesarz Teodozjusz II uczynił to samo z zachodnią. Król Jazdagird II wtargnął w granice cesarstwa, jednak szybko przyjął propozycje pokojowe.

### Siódma wojna
W 522 r. cesarz Justyn I objął rzymskim protektoratem Lazykę i Iberię leżące w perskiej strefie wpływów. Król Królów Chosrow I odpowiedział wojną, ale jego wojska uległy rzymskim pod Darą. Przechodzące wówczas kryzys państwo irańskie potrzebowało pokoju, Chosrow zrezygnował więc z dalszej walki. Sasanidzi zawierali ze wschodnim cesarstwem traktaty pokojowe w latach 532 (zwany wieczystym, jednak wojna wybuchła już w 541 roku) i 562.

### Ósma wojna
W roku 602 perski Król Królów Chosroes II rozpoczął wielką wojnę ze swoim zachodnim sąsiadem. Opanował Syrię, Palestynę i Egipt, a jego wojska dotarły do stolicy wschodniego cesarstwa. Wydawało się, że wielkie marzenie Partów i Sasanidów spełni się i po 9 wiekach imperium perskie odrodzi się w granicach sprzed wyprawy Aleksandra Wielkiego. Wojna ta zakończyła się jednak po myśli Bizancjum. Wojska cesarza Herakliusza dzięki zastosowaniu nowej strategii wyparły Persów do Mezopotamii i w roku 627 pokonały pod Niniwą armię Chosroesa II, złupiły Ktezyfon i później wdarły się w głąb państwa Sasanidów. Wojowniczy władca Persji został zamordowany rok później i Persja pogrążyła się w walkach wewnętrznych, co przyniosło kres wojnie, która straszliwie wyniszczyła obu adwersarzy.

## Skutki
- 400 lat wojen i nieustannego napięcia nie przyniosło żadnego trwałego rozstrzygnięcia politycznego między Rzymem (później Konstantynopolem) a Ktezyfonem.
- Oprócz chwilowej zmiany granic, nastąpiło wyludnienie i zniszczenie granicznych obszarów.
- Dziesięć lat po ósmej wojnie, na obydwa mocarstwa spadło uderzenie arabskich armii. Bizancjum utraciło Palestynę, Syrię oraz posiadłości w północnej Afryce, lecz przetrwało w okrojonej wersji, w przeciwieństwie do imperium Sasanidów, które zostało całkowicie wchłonięte przez Arabów. Chrześcijaństwo i zaratusztrianizm zostały z terenów podbitych w większości wykorzenione na rzecz islamu.